# Karomana didinki
Karomana didinki är en nattsländeart som beskrevs av Schmid 1993. Karomana didinki ingår i släktet Karomana, överfamiljen Sericostomatoidea, ordningen nattsländor, klassen egentliga insekter, fylumet leddjur och riket djur. Inga underarter finns listade i Catalogue of Life.